# Шрі-Ланка на літніх Олімпійських іграх 2000
Шрі-Ланку на літніх Олімпійських іграх 2000 року у Сіднеї (Австралія) представляли 18 спортсменів (9 чоловіків та 9 жінок), які брали участь у 4 видах спортивних змагань: з легкої атлетики, вітрильного спорту, стрільби і плавання. Прапороносцем на церемоніях відкриття та закриття була легкоатлетка Дамаянті Дарша.
Олімпійська команда Шрі-Ланки здобула одну срібну медаль з легкої атлетики. Шрі-Ланка в неофіційному медальному заліку зайняла 64 місце.

## Медалісти
| Медалі за видом спорту | Медалі за видом спорту | Медалі за видом спорту | Медалі за видом спорту | Медалі за видом спорту |
| ---------------------- | ---------------------- | ---------------------- | ---------------------- | ---------------------- |
| Вид                    | 1                      | 2                      | 3                      | Всього                 |
| Легка атлетика         | 0                      | 1                      | 0                      | 1                      |
| Всього                 | 0                      | 1                      | 0                      | 1                      |

| Медаль | Спортсмен           | Вид спорту     | Дисципліна   |
| ------ | ------------------- | -------------- | ------------ |
| Срібло | Сусантіка Джаясінгх | Легка атлетика | 200 м, жінки |

## Вітрильний спорт
| Спортсмен        | Дисципліна | Заплив | Заплив | Заплив | Заплив | Заплив | Заплив | Заплив | Заплив | Заплив | Заплив | Заплив | Сума балів | Місце |
| Спортсмен        | Дисципліна | 1      | 2      | 3      | 4      | 5      | 6      | 7      | 8      | 9      | 10     | M*     | Сума балів | Місце |
| ---------------- | ---------- | ------ | ------ | ------ | ------ | ------ | ------ | ------ | ------ | ------ | ------ | ------ | ---------- | ----- |
| Лалін Джірасінха | клас Фінн  | 23     | 25     | 25     | 26     | 26     | 26     | 26     | 26     | 26     | 25     | 22     | 224        | 15    |

## Легка атлетика
Трекові та шосейні дисципліни
| Спортсмен                                                              | Дисципліна                         | Раунд 1   | Раунд 1 | Раунд 2    | Раунд 2    | Півфінал   | Півфінал   | Фінал      | Фінал      |
| Спортсмен                                                              | Дисципліна                         | Результат | Місце   | Результат  | Місце      | Результат  | Місце      | Результат  | Місце      |
| ---------------------------------------------------------------------- | ---------------------------------- | --------- | ------- | ---------- | ---------- | ---------- | ---------- | ---------- | ---------- |
| Сугат Тілакаратне                                                      | 400 м, чоловіки                    | 45:48     | 9       | 45:54      | 17         | не пройшов | не пройшов | не пройшов | не пройшов |
| Рохан Прадіп Кумара                                                    | 400 м, чоловіки                    | 46:00     | 34      | не пройшов | не пройшов | не пройшов | не пройшов | не пройшов | не пройшов |
| Гаріджан Ратнаяке                                                      | біг з бар'єрами на 400 м, чоловіки | 50:43     | 29      | Н/Д        | Н/Д        | не пройшов | не пройшов | не пройшов | не пройшов |
| Рохан Прадіп Кумара, Ратна Кумар, Ранга Вімалаванса, Сугат Тілакаратне | 4 × 400 м, чоловіки                | 3:06.25   | 17      | Н/Д        | Н/Д        | 3:02.89    | 12         | не пройшли | не пройшли |
| Сарат Прасанна Гамаж                                                   | марафон, чоловіки                  | Н/Д       | Н/Д     | Н/Д        | Н/Д        | Н/Д        | Н/Д        | 2:34:39    | 73         |
| Сусантіка Джаясінгх                                                    | 100 м, жінки                       | 11:15     | 5       | 11:23      | 11         | 11:33      | 10         | не пройшла | не пройшла |
| Сусантіка Джаясінгх                                                    | 200 м, жінки                       | 22:53     | 2       | 22:54      | 4          | 22:45      | 3          | 22:25      | 2          |
| Дамаянті Дарша                                                         | 400 м, жінки                       | 52:13     | 19      | 52:35      | 23         | не пройшла | не пройшла | не пройшла | не пройшла |
| Шріяні Кулаванса                                                       | біг з бар'єрами на 100 м, жінки    | 13:10     | 17      | 13:19      | 18         | не пройшла | не пройшла | не пройшла | не пройшла |
| Дамаянті Дарша, Тамара Самандіпіка, Прадіпа Гератх, Німмі де Зойса     | 4 × 100 м, жінки                   | 44:51     | 19      | Н/Д        | Н/Д        | не пройшли | не пройшли | не пройшли | не пройшли |

## Плавання
| Спортсмен           | Дисципліна                    | Гіт   | Гіт   | Півфінал   | Півфінал   | Фінал      | Фінал      |
| Спортсмен           | Дисципліна                    | Час   | Місце | Час        | Місце      | Час        | Місце      |
| ------------------- | ----------------------------- | ----- | ----- | ---------- | ---------- | ---------- | ---------- |
| Конрад Френсіс      | 100 м батерфляєм, чоловіки    | 57,44 | 58    | не пройшов | не пройшов | не пройшов | не пройшов |
| Тікшана Ратнасекера | 50 м вільним стилем, чоловіки | 29,88 | 64    | не пройшов | не пройшов | не пройшов | не пройшов |

## Стрільба
| Спортсмен          | Дисципліна                             | Кваліфікація | Кваліфікація | Фінал      | Фінал      |
| Спортсмен          | Дисципліна                             | Бали         | Місце        | Бали       | Місце      |
| ------------------ | -------------------------------------- | ------------ | ------------ | ---------- | ---------- |
| Рувані Абейманне   | пневматичний пістолет, 10 м, жінки     | 374          | 31           | не пройшла | не пройшла |
| Рувані Абейманне   | пістолет, 25 м, жінки                  | 553          | 42           | не пройшла | не пройшла |
| Маліні Вікрамасігх | гвинтівка з трьох позицій, 50 м, жінки | 528          | 42           | не пройшла | не пройшла |
| Маліні Вікрамасігх | пневматична гвинтівка, 10 м, жінки     | 382          | 47           | не пройшла | не пройшла |